# Salpis glabra
Salpis glabra là một loài bướm đêm trong họ Geometridae.